# Freccia Vallone 1938
La Freccia Vallone 1938, terza edizione della corsa, si svolse il 1º maggio 1938 per un percorso di 280 km. La vittoria fu appannaggio del belga Émile Masson Jr., che completò il percorso in 8h23'00" precedendo i connazionali Sylvère Maes e Cyrille Dubois.
Al traguardo di Rocourt furono 11 i ciclisti (tutti belgi), dei 65 partiti da Tournai, che portarono a termine la competizione.

## Ordine d'arrivo (Top 10)
| Pos. | Corridore          | Squadra            | Tempo    |
| ---- | ------------------ | ------------------ | -------- |
| 1    | Émile Masson Jr.   | Alcyon-Dunlop      | 8h23'00" |
| 2    | Sylvère Maes       | Alcyon-Dunlop      | a 43"    |
| 3    | Cyrille Dubois     | Helyett-Hutchinson | a 9'17"  |
| 4    | François Neuville  | Helyett-Hutchinson | a 10'46" |
| 5    | François de Donder | Thomann-Dunlop     | a 14'35" |
| 6    | Albert Beirnaert   | Alcyon-Dunlop      | a 15'50" |
| 7    | André Defoort      | La Nordiste        | a 16'07" |
| 8    | Remy Capoen        | Helyett-Hutchinson | a 16'44" |
| 9    | Remy Raeyen        | Labor              | a 21'25" |
| 10   | François Coppens   | Helyett-Hutchinson | a 35'00" |